# Mycetophila lapponica
Mycetophila lapponica är en tvåvingeart som beskrevs av Lundstrom 1906. Mycetophila lapponica ingår i släktet Mycetophila och familjen svampmyggor. Arten är reproducerande i Sverige. Inga underarter finns listade i Catalogue of Life.